# Neurophana
Neurophana là một chi bướm đêm thuộc họ Geometridae.